# Villers-sous-Chalamont
Pour les articles homonymes, voir Villers.
Villers-sous-Chalamont (Vela en arpitan) est une commune française située dans le département du Doubs, la région culturelle et historique de Franche-Comté et la région administrative Bourgogne-Franche-Comté.

## Géographie

### Toponymie
Viller en 1248 ; Viler en 1284 ; Chalamont en 1315 ; Veler soubz Chalemont en 1352 ; de Vilario subtus Chalamont au XVIe siècle.

### Communes limitrophes
Les communes limitrophes sont Boujailles, Arc-sous-Montenot, Levier, Villeneuve-d'Amont et Lemuy.

### Climat
Pour des articles plus généraux, voir Climat de la Bourgogne-Franche-Comté et Climat du Doubs.
En 2010, le climat de la commune est de type climat de montagne, selon une étude du Centre national de la recherche scientifique s'appuyant sur une série de données couvrant la période 1971-2000. En 2020, Météo-France publie une typologie des climats de la France métropolitaine dans laquelle la commune est dans une zone de transition entre le climat semi-continental et le climat de montagne et est dans la région climatique  Jura, caractérisée par une forte pluviométrie en toutes saisons (1 000 à 1 500 mm/an), des hivers rigoureux et un ensoleillement médiocre. 
Pour la période 1971-2000, la température annuelle moyenne est de 7,9 °C, avec une amplitude thermique annuelle de 16,3 °C. Le cumul annuel moyen de précipitations est de 1 549 mm, avec 14,1 jours de précipitations en janvier et 10,5 jours en juillet. Pour la période 1991-2020, la température moyenne annuelle observée sur la station météorologique de Météo-France la plus proche, « Coulans », sur la commune d'Éternoz à 11 km à vol d'oiseau, est de 10,5 °C et le cumul annuel moyen de précipitations est de 1 259,2 mm. 
La température maximale relevée sur cette station est de 38,7 °C, atteinte le 24 août 2023 ; la température minimale est de −18,9 °C, atteinte le 20 décembre 2009,,. 
Les paramètres climatiques de la commune ont été estimés pour le milieu du siècle (2041-2070) selon différents scénarios d'émission de gaz à effet de serre à partir des nouvelles projections climatiques de référence DRIAS-2020. Ils sont consultables sur un site dédié publié par Météo-France en novembre 2022.

## Urbanisme

### Typologie
Au 1er janvier 2024, Villers-sous-Chalamont est catégorisée commune rurale à habitat dispersé, selon la nouvelle grille communale de densité à 7 niveaux définie par l'Insee en 2022.
Elle est située hors unité urbaine. Par ailleurs la commune fait partie de l'aire d'attraction de Pontarlier, dont elle est une commune de la couronne,. Cette aire, qui regroupe 54 communes, est catégorisée dans les aires de moins de 50 000 habitants,.

### Occupation des sols
L'occupation des sols de la commune, telle qu'elle ressort de la base de données européenne d’occupation biophysique des sols Corine Land Cover (CLC), est marquée par l'importance des forêts et milieux semi-naturels (73,3 % en 2018), une proportion sensiblement équivalente à celle de 1990 (73,5 %). La répartition détaillée en 2018 est la suivante : forêts (65,7 %), prairies (23,6 %), milieux à végétation arbustive et/ou herbacée (7,6 %), zones urbanisées (1,6 %), zones agricoles hétérogènes (1,5 %). L'évolution de l’occupation des sols de la commune et de ses infrastructures peut être observée sur les différentes représentations cartographiques du territoire : la carte de Cassini (XVIIIe siècle), la carte d'état-major (1820-1866) et les cartes ou photos aériennes de l'IGN pour la période actuelle (1950 à aujourd'hui).

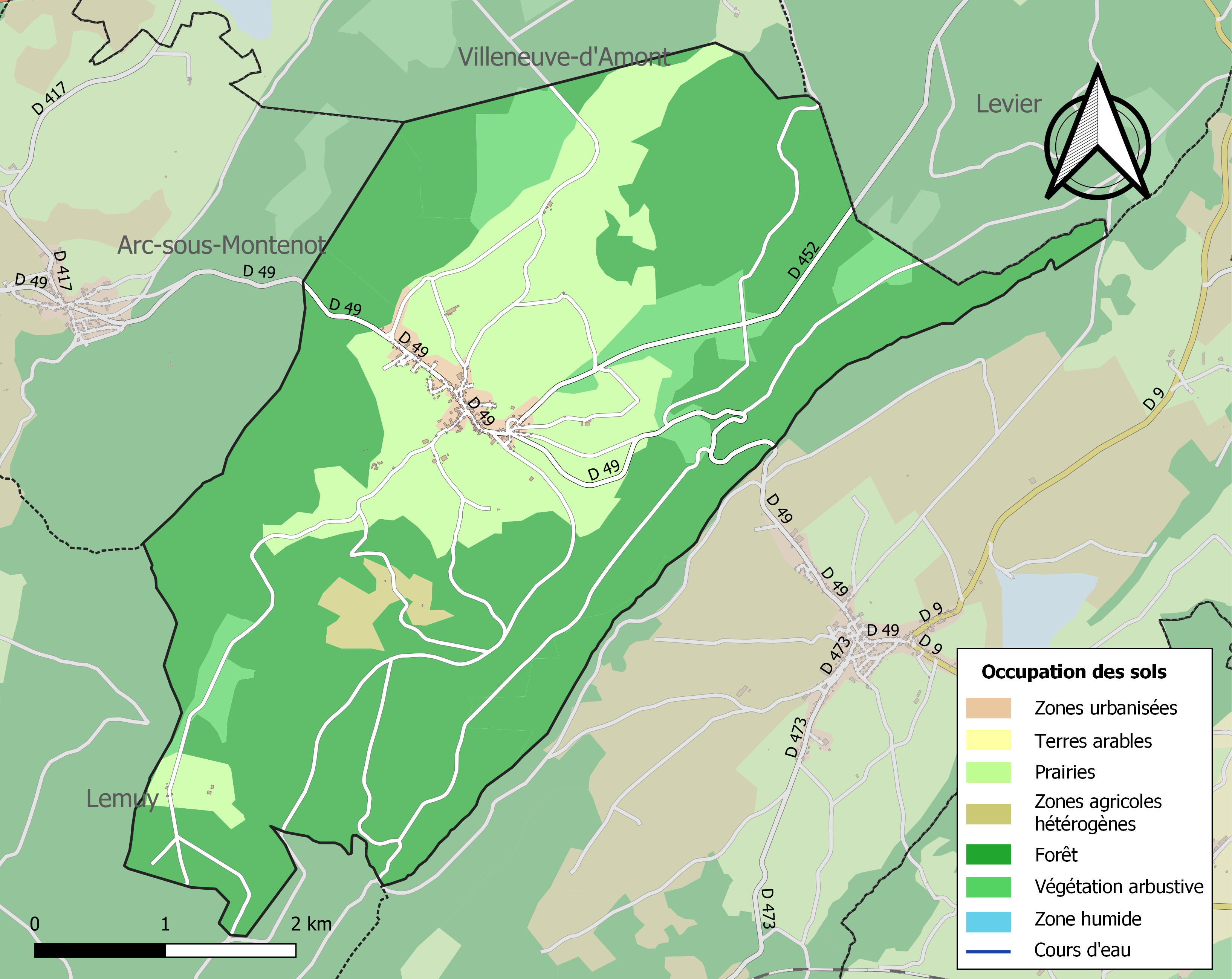
Carte des infrastructures et de l'occupation des sols de la commune en 2018 (CLC).

## Histoire
La seigneurie de Chalamont comprenait les villages de Villers-sous-Chalamont et Boujailles (« Le chestel de Chalamont et les appendices, et la ville de Bojailles, et ce que y apeut et quanque nos havons et devons havoir dois Chalamont envers Pontalie et envers le val de Miège, la Chaz d'Allie, le chestel de Nozeroë… ») mais aussi Montorge (aujourd'hui lieu-dit chapelle de Montorge), Chapelle-d'Huin et le Souillot (à deux km de Chapelle-d'Huin). Le village était ancien, une tour avait été construite dans la montagne (à l'endroit de la maison forestière de la Tour) où un large passage avait été créé dans le roc afin de pouvoir contrôler la route de Salins, une voie romaine passait à cet endroit à travers la forêt de Maublin. À côté de cette construction il y avait une forteresse qui servait de prison, et Jean III de Chalon-Arlay y fut enfermé en 1392 à la suite de l'affaire Faguier (voir ci-après), Thiébaud de Granson y était détenu en 1314 et Pierre de Belmont également. C'est aussi une ville royale à la suite du passage de la reine Élisabeth II d'Angleterre dans le château de Chalamont.

### L'abbaye de Goailles
Un traité d'association avait été conclu entre les religieux de l'abbaye de Goailles, située entre Clucy et Bracon, et Jean Ier de Chalon-Arlay en 1304, par ce traité le sire d'Arlay recevait la moitié de la propriété des religieux à Villers et l'administration de toute cette contrée qu'il confiait à ses officiers. En 1358, les officiers de Jean III de Chalon-Arlay pour Chalamont étaient : Pierre Vannot, Pierre d'Usie, Hugues de Sirugue et Rollin Collet, tous trois devant aller dans toutes les seigneuries ainsi que dans les territoires tenus par l'abbé de Goailles pour recenser tous les hommes de quinze à soixante ans. En 1351, le château était équipé d'artillerie et un châtelain présidait à la justice et aux affaires de la seigneurie. C'était Guillaume Breton de Salins qui en avait la charge en 1260, suivi par Hugon de Chalamont l'année suivante. Le signe patibulaire était fixé à Boujailles ainsi que les assises.
Les habitants étaient mainmortables et le tarif des censes du bétail était : 5 sous estevenants par bœuf et par jument, trois par veau, douze deniers par chèvre et par brebis et autant de livres de cire qu'il y avait de fois dix sous dans la cense. Les habitants ayant une charrue devaient trois jours par an de corvée (à Pâques, à la Pentecôte et à Noël) et deux francs de taille et une livre de cire.

### Montorge
Gaucher II de Salins avait accordé à l'abbaye de Balerne le droit d'acquérir des biens dans ses terres et Montorge en faisait partie. Le hameau était composé d'une maison, d'un chalet, d'un moulin avec un étang, de champs, de prés, de pâturages et d'une forêt. L'abbaye vendait le bourg en 1220 à celle de Sainte-Marie. Déjà en 1210, Gaucher IV lui avait donné les dîmes de ce village et en 1213, Pierre Sirot de Provenchère lui avait remis tout ce qu'il possédait en ce lieu. En 1239 Jean de Miège, et plus tard Simon de Miège, lui accordait le « droit de parcours » sur la terre de Boujailles et tout ce qu'il avait à Cessay. La même année Vuillemet de Miège lui cédait tout ce qu'il tenait dans sa grange de Montorge tant en dîmes, terres, prés et champs, qu'en dépendances de tout genre. En 1369, les terres de Montorge étaient exemptées de la dîme.

### L'affaire Faguier
Cette affaire remontait à 1390, date à laquelle fut tué Guillaume Faguier, receveur du duc-comte de Bourgogne, près de la Chapelle-d'Huin où il était tombé dans un guet-apens. Devant le peu d'empressement de Jean III de Chalon-Arlay à mener l'enquête et devant le fait qu'il avait fait arrêter Richard Poitreval qui accompagnait le receveur et était le seul témoin, le bailli de Bourgogne reprenait l'enquête et faisait arrêter Jean-le-Breton, receveur de Villers-sous-Chalamont sous les ordres de Jean III. Celui-ci avouait que le sire de Chalon-Arlay était à La Rivière à cette date et qu'il avait commandité ce meurtre qu'il avait ordonné à Guyot-Mellet, châtelain à Villers-sous-Chalamont, et à Jean de Chambornay, châtelain de Jougne. Jean-le-Breton, malgré sa coopération à l'enquête, était condamné à mort ; Jean III de Chalon était condamné à comparaître devant le duc-comte à Dole.
Ne s'étant pas présenté il était prononcé la mise sous séquestre sur tous ses domaines et une menace de bannissement s'il s'obstinait à ne pas se rendre devant le duc-comte. Il était arrêté sur la route de Paris alors qu'il allait pour plaider sa cause et était enfermé à la prison de Lille avant d'être ramené dans le comté de Bourgogne. Devant ses juges il avouait avoir ordonné de « battre, de lui casser au besoin un bras ou une jambe, enfin, de lui donner une forte correction parce que plusieurs sujets lui avaient adressé des plaintes sur la manière sévère et dure dont le receveur remplissait ses fonctions et devant son refus obstiné à contribuer aux charges communales mais il avait défendu de le tuer ».
Le procureur demanda la peine de mort pour Jean de Chalon mais le duc-comte Philippe II de Bourgogne ordonna que « voulant préférer miséricorde à rigueur de justice, considérant que Jean de Châlon est de son lignage, et que ses prédécesseurs ont rendu à sa maison de grands services » il lui accordait son pardon et commuait la peine corporelle en une peine civile. C'est ainsi que le château de Châtel-Guyon à Salins était réuni au comté, sa portion de droits sur les salines de Salins était confisquée, que le château de Villers-sous-Chalamont devait « avoir les portes et barrières abattues à la volonté du duc, en signe et mémoire de ses rébellions et désobéissance », qu'il devait fonder une chapelle expiatoire dans l'église de la Chapelle-d'Huin et dédommager la veuve et les enfants de Guillaume Faguier en leur versant deux cents livres estevenants. Jean de Chalon intégrait sa propre prison de Villers-sous-Chalamont le 24 janvier 1392 d'où il sortait le 22 avril 1393 sous la caution de cent mille francs.

### Le chemin de fer

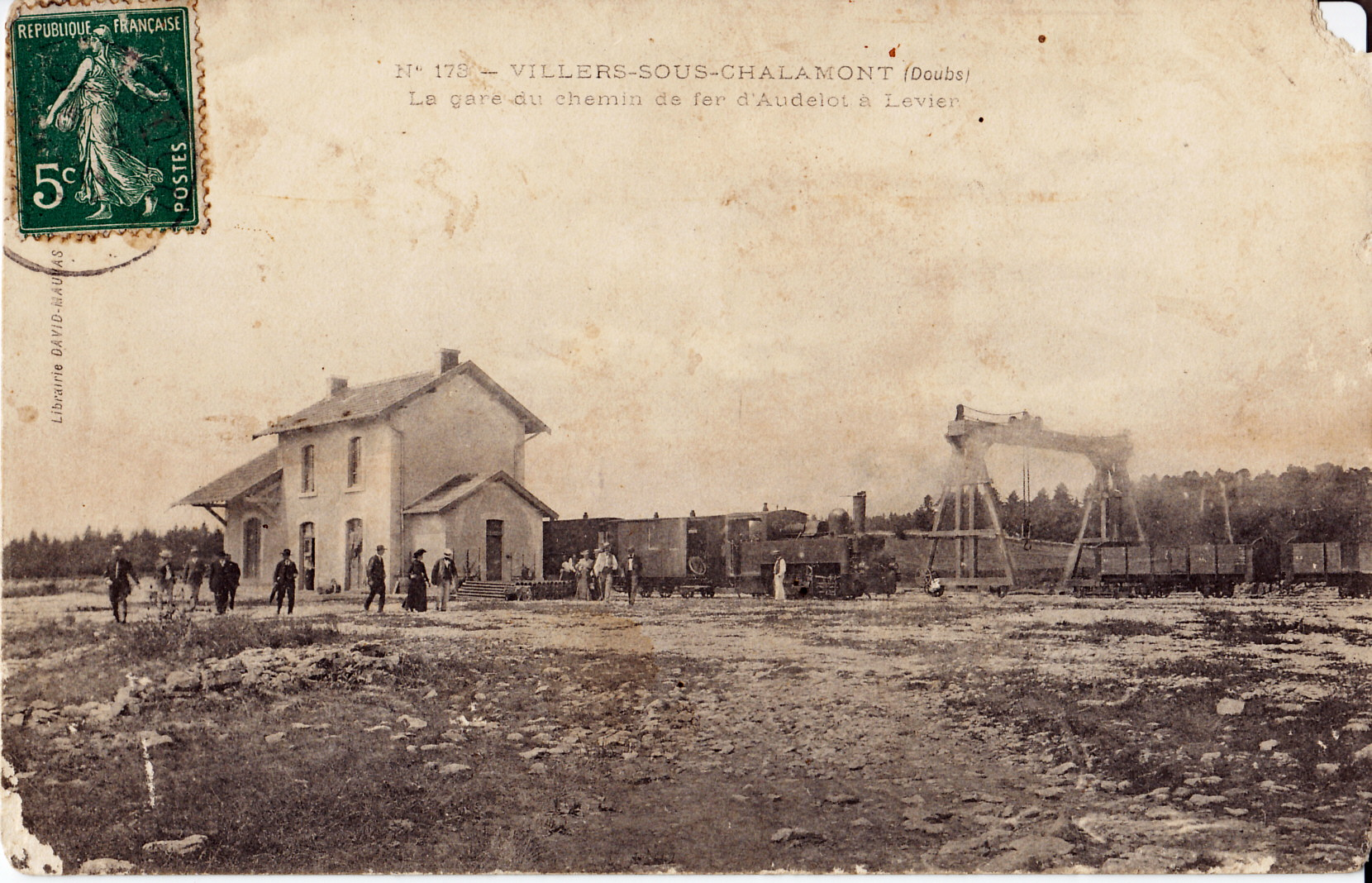
La gare au début du XX.

La commune a été desservie, de 1901 à 1953, par une ligne de chemin de fer secondaire à voie métrique exploitée par la Compagnie du chemin de fer d'intérêt local d'Andelot à Levier, qui la reliait à ces deux bourgs.

## Politique et administration
| Période                                  | Période  | Identité           | Étiquette | Qualité   |
| ---------------------------------------- | -------- | ------------------ | --------- | --------- |
| mars 2001                                | En cours | Claude Courvoisier | DVG       | Ingénieur |
| Les données manquantes sont à compléter. |          |                    |           |           |

## Démographie
L'évolution du nombre d'habitants est connue à travers les recensements de la population effectués dans la commune depuis 1793. Pour les communes de moins de 10 000 habitants, une enquête de recensement portant sur toute la population est réalisée tous les cinq ans, les populations de référence des années intermédiaires étant quant à elles estimées par interpolation ou extrapolation. Pour la commune, le premier recensement exhaustif entrant dans le cadre du nouveau dispositif a été réalisé en 2006.

En 2022, la commune comptait 293 habitants, en évolution de +1,03 % par rapport à 2016 (Doubs : +1,88 %, France hors Mayotte : +2,11 %).
| 1793 | 1800 | 1806 | 1821 | 1831 | 1836 | 1841 | 1846 | 1851 |
| ---- | ---- | ---- | ---- | ---- | ---- | ---- | ---- | ---- |
| 406  | 316  | 422  | 461  | 504  | 565  | 586  | 615  | 560  |

| 1856 | 1861 | 1866 | 1872 | 1876 | 1881 | 1886 | 1891 | 1896 |
| ---- | ---- | ---- | ---- | ---- | ---- | ---- | ---- | ---- |
| 488  | 488  | 541  | 547  | 593  | 579  | 584  | 570  | 550  |

| 1901 | 1906 | 1911 | 1921 | 1926 | 1931 | 1936 | 1946 | 1954 |
| ---- | ---- | ---- | ---- | ---- | ---- | ---- | ---- | ---- |
| 529  | 520  | 521  | 505  | 490  | 403  | 365  | 375  | 365  |

| 1962 | 1968 | 1975 | 1982 | 1990 | 1999 | 2006 | 2011 | 2016 |
| ---- | ---- | ---- | ---- | ---- | ---- | ---- | ---- | ---- |
| 374  | 320  | 247  | 233  | 239  | 250  | 275  | 267  | 290  |

| 2021 | 2022 | - | - | - | - | - | - | - |
| ---- | ---- | - | - | - | - | - | - | - |
| 296  | 293  | - | - | - | - | - | - | - |

## Lieux et monuments
- L'église Notre-Dame-de-l'Assomption, construite en 1855 et recensée dans la base Mérimée[20].
- La chapelle Notre-Dame-des-Bois, du XVe siècle, inscrite monument historique en 2010.
- Le Péage de Chalamont (aussi dit Passage Antique).
- Le château de Chalamont.

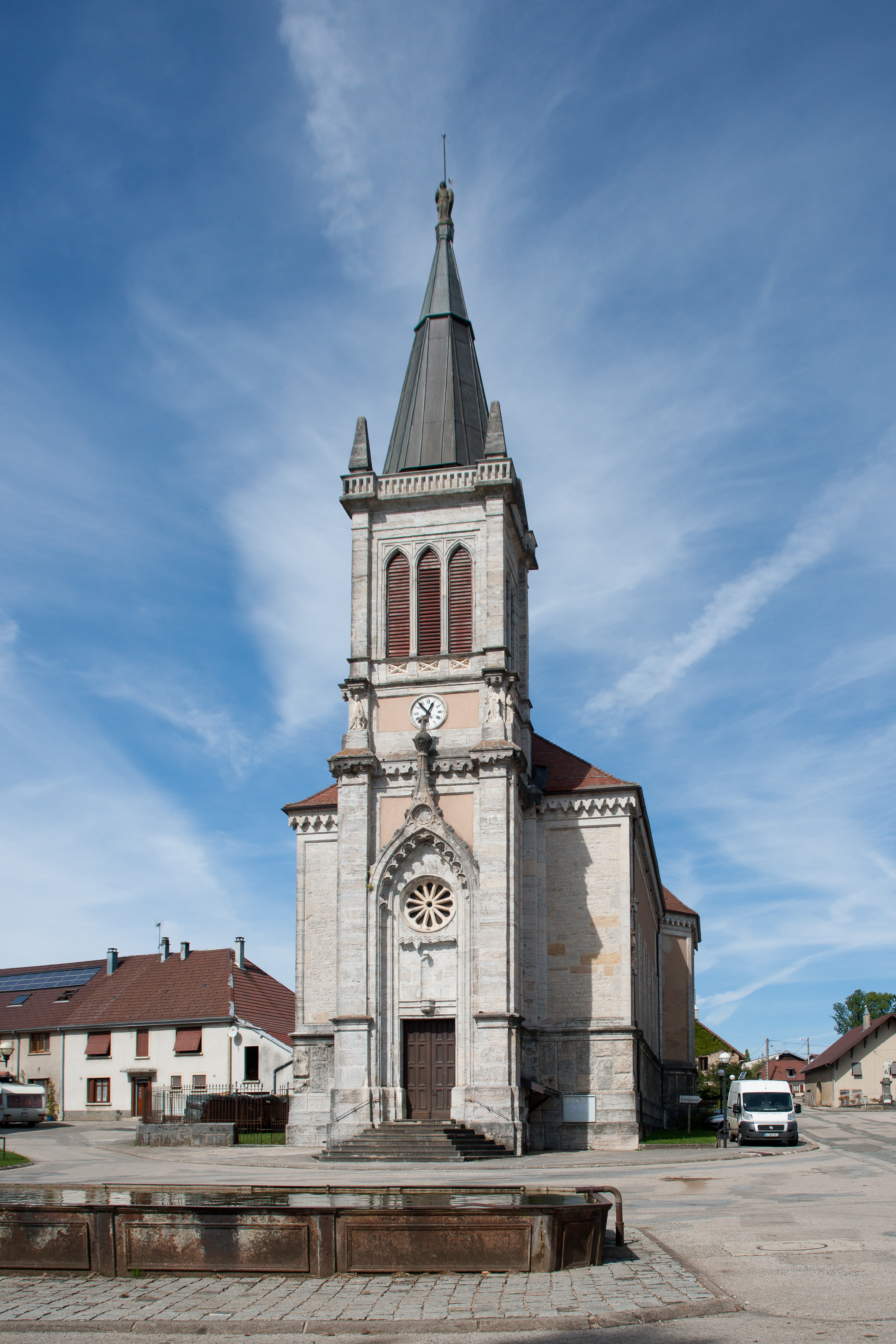
Église.
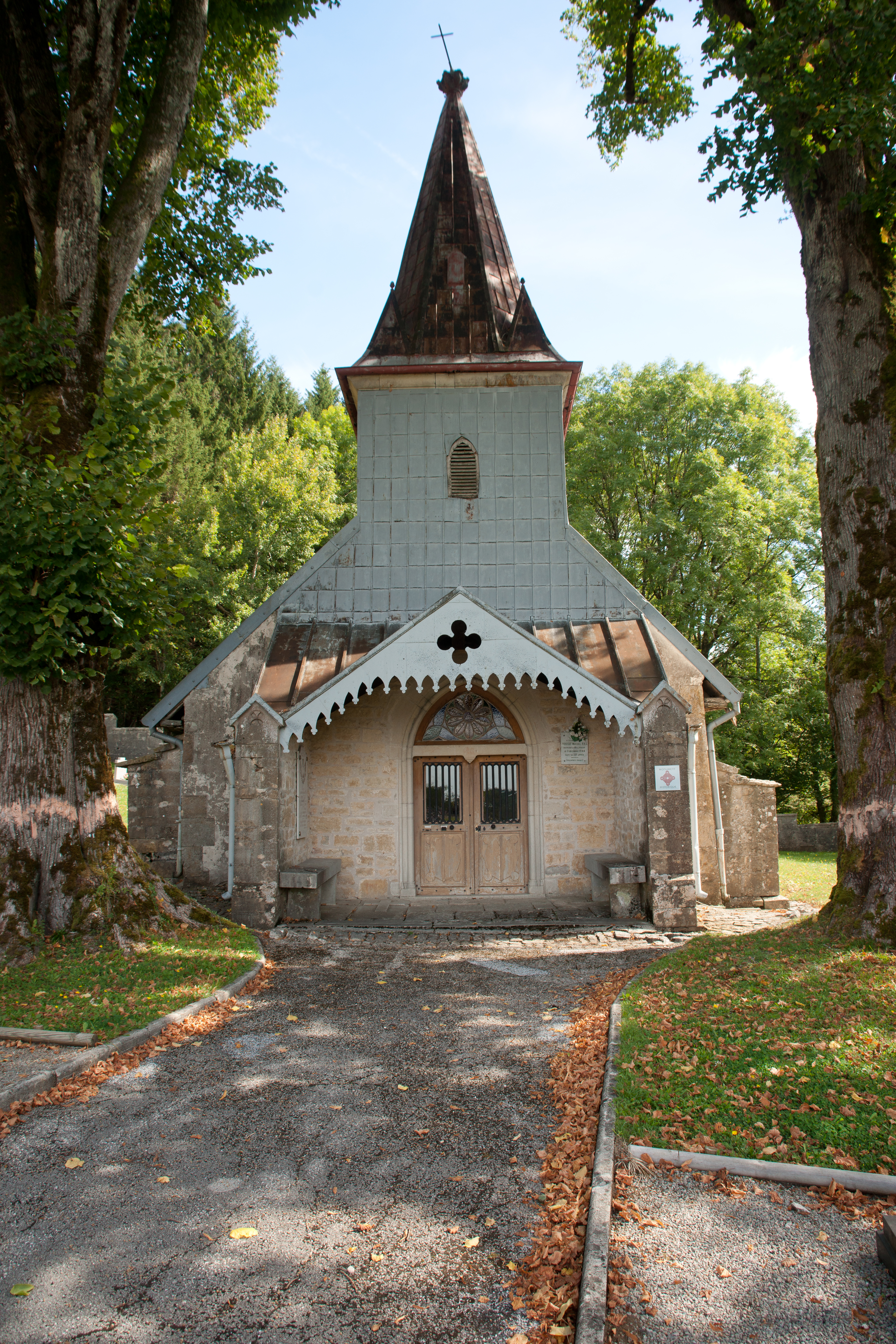
Chapelle Notre-Dame-des-Bois.
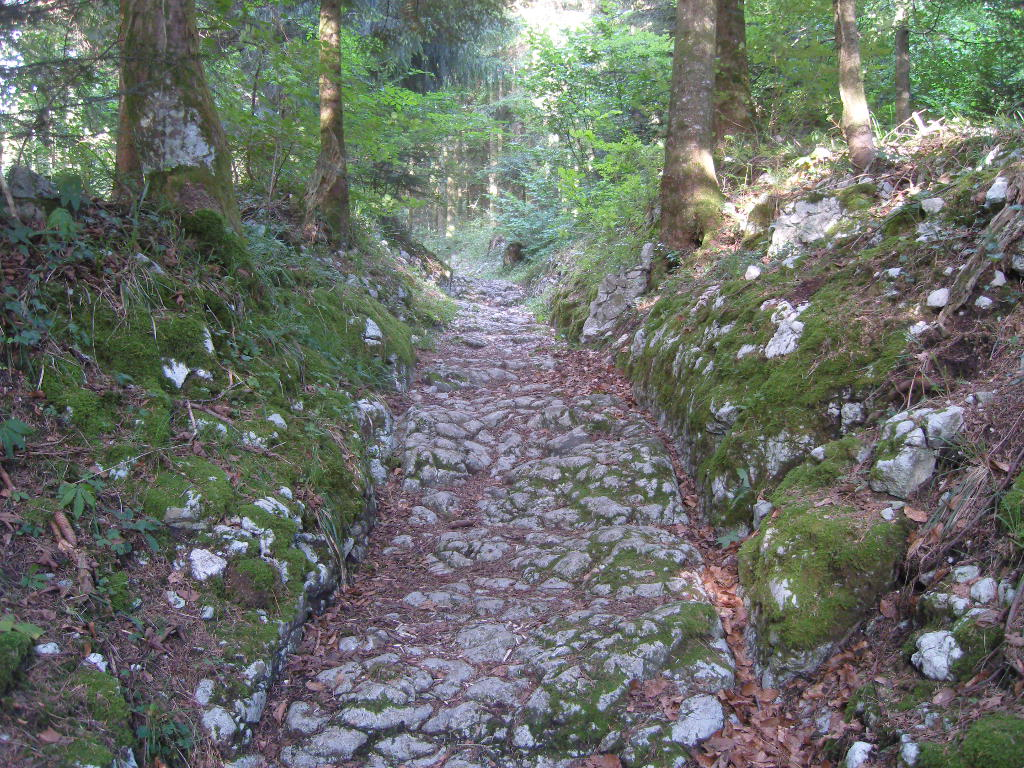
Voie romaine menant à Boujailles.
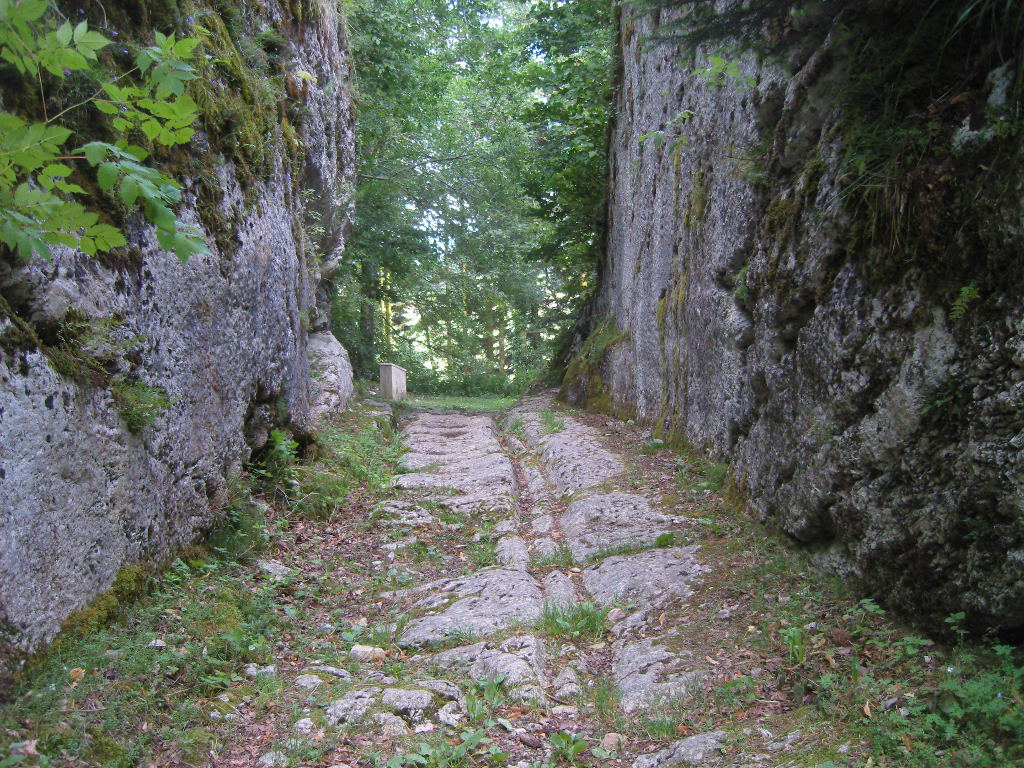
Emplacement du péage.

## Personnalités liées à la commune
Jean Charles Baptiste Pernet, né à Villers-sous-Chalamont le 26 juin 1774, décédé audit lieu le 10 janvier 1846, baron de l'Empire (9 mars 1810), commandeur de la Légion d'honneur, chevalier de Saint-Louis, maréchal de camp sous la Restauration, maire de sa commune natale pendant de nombreuses années (Jean-Marie Thiébaud, Thierry Choffat, Gérard Tissot-Robbe, « Les Francs-Comtois et l'Empire », p. 145, 158-159).

## Sources